# Гемодоровые
Гемодоровые (лат. Haemodoraceae) (αϊμα — кровь и δώρον — дар) — семейство однодольных растений порядка Коммелиноцветные (Commelinales). Типовой род — Гемодорум (Haemodorum Sm.), из 17 видов которого наиболее известен гемодорум метельчатый (Haemodorum paniculatum Sm.).

## Число родов и распространение
Семейство гемодоровых представлено 15-16 родами и примерно 75 видами, распространёнными в тропиках и субтропиках Австралии, Новой Гвинее, Южной Африки и Америки. Большинство родов ограничено в своем распространении одним континентом.
Австралийские роды
В Австралии — наибольшее число родов гемодоровых. Гемодорум встречается, кроме Австралии, на островах Новая Гвинея и Тасмания. Для Тасмании характерен узкоэндемичный Гемодорум двуряднолистный (Haemodorum distichophyllum).
- Anigozanthos Labill. — Анигозантос
- Blancoa Lindl. — Бланкоа
- Conostylis R.Br. — Коностилис
- Haemodorum Sm. — Гемодорум
- Macropidia Harv. — Макропидия
- Tribonanthes Endl. — Трибонантес
- Phlebocarya R.Br. — Флебокария

Африканские роды
На юге Африки, в Капской области, произрастают эндемики. Африканский род барберетта (Barberetta) обитает на востоке Южно-Африканской Республики.
- Barberetta Harv. — Барберетта
- Dilatris P.J.Bergius — Дилатрис
- Wachendorfia Burm. — Вахендорфия

Южно- и центральноамериканские роды
Из Южной и Центральной Америки известны 4 монотипных рода:
- Hagenbachia Nees & Mart. — Хагенбахия
- Pyrrorhiza Maguire & Wurdack — Пиррориза
- Schiekia Meisn. — Шикия
- Xiphidium Aubl. — Ксифидиум

Североамериканские роды
В Северной Америке встречаются 2 рода. Они распространены вдоль Атлантического побережья от Флориды до штата Массачусетс (США) и полуострова Новая Шотландия (Канада), где и проходит северная граница распространения семейства гемодоровых.
- Lachnanthes Elliott — Лахнантес
- Lophiola Ker Gawl. — Лофиола

## Морфология
Гемодоровые — травянистые многолетники. Они имеют очень различные размеры — одни довольно крупные, как растения из родов вахендорфия, высотой 1—2 м; другие, как, например, эндемичный для острова Тасмания гемодорум двуряднолистный, не превышают 4—8 см. Растения могут быть голыми или опушенными. Опушены в основном цветоносы и особенно околоцветники, реже опушение распространено и на другие части растения.
Корни короткие, пучковатые, волокнистые, довольно толстые и губчатые, иногда клубневидные, кровавого цвета (отсюда название семейства по центральному роду Haemodorum). Основание стебля или чаще корневище короткое и толстое, может приобретать вид луковицы благодаря сохраняющимся вокруг него буреющим влагалищам отмерших листьев.
Листья у них двурядные, линейные или мечевидные, с влагалищным основанием. Пластинка листа обычно сжата с боков, как у ирисов. Листья образуют приземную розетку, из которой выходит облиственный стебель, несущий слабо развитые стеблевые листья, иногда редуцированные до чешуек, и заканчивающийся соцветием.
Цветки в различного рода соцветиях, обоеполые. Околоцветник состоит из 6 лепестковидных сегментов, расположенных в 1 или 2 круга. Сегменты свободные или сросшиеся в трубку (анигозантос, коностилис, трибонантес), короткую или длинную, прямую или согнутую. Цветовая гамма околоцветника необычайно разнообразна, от белых цветков у ксифидиума до почти черных у гемодорума колосистого (Haemodorum spicatum) и анигозантоса грязно-бурого (Anigozanthos fuliginosus). Тычинок 6 или 3, очень редко 1; 6 тычинок характерны для австралийских родов флебокария, ангозантос, коностилис и трибонантес, для североамериканского рода лофиола. Остальные представители семейства имеют по 3 тычинки, а у монотипного рода пиррориза из Южной Америки — только 1 тычинка. Тычиночные нити длинные, свободные или сросшиеся с околоцветником. Пыльники интрорзные, открывающиеся продольной щелью.
Плод — обычно локулицидная коробочка. В редких случаях он ореховидный, нераскрывающийся (флебокария, барберетта), может иметь кожистую или мясистую консистенцию. Семена обычно черные (у барберетты — оранжевые) и у разных родов различаются величиной и формой. Зародыш в семени маленький, с обильным эндоспермом.
Большинство гемодоровых опыляется насекомыми, которых привлекает нектар, выделяемый септальными нектарники.

## Использование
Растения, принадлежащие к семейству гемодоровых, часто используют в садово-парковой культуре и выращивают в открытом грунте и теплицах, поскольку в основном их относят к тропическим видам. В Австралии анигозантос обычно применяют для создания естественных ландшафтов в частных садах и общественных парках. Особенно широкое распространение получил анигозантос желтоватый (Anigozanthos flavidus) благодаря вегетативному размножению корневищами, сравнительно хорошему семенному воспроизведению и устойчивости к ряду заболеваний, которым подвержены другие виды.

## Интересные факты
Анигозантос Менглза (Anigozanthos manglesii) — эндемик Юго-Западной Австралии. В 1960 году он стал ботанической эмблемой штата Западная Австралия.